# Steve Symms
Steven Douglas "Steve" Symms, född 23 april 1938 i Nampa, Idaho, död 8 augusti 2024, var en amerikansk republikansk politiker och lobbyist. Han representerade delstaten Idaho i båda kamrarna av USA:s kongress, först i representanthuset 1973–1981 och sedan i senaten 1981–1993.
Symms utexaminerades 1960 från University of Idaho. Han tjänstgjorde sedan i USA:s marinkår 1960-1963. Han arbetade därefter som pilot, fruktodlare och redaktör.
Symms blev 1972 invald i representanthuset. Han omvaldes 1974, 1976 och 1978. Han besegrade sittande senatorn Frank Church i senatsvalet 1980. Han vann sedan senatsvalet 1986 mot dåvarande guvernören John V. Evans. Symms efterträddes 1993 som senator av Dirk Kempthorne.
Symms slog 2001 ihop sitt lobbyföretag med Parry, Romani & DeConcini. Det nya företaget heter Parry, Romani, DeConcini & Symms.